# Кондратов Віталій Сергійович
Кондратов Віталій Сергійович — радянський і український кінорежисер.

## Біографічні відомості
Народ. 10 вересня 1936 р. в Одесі в родині робітника. 
Закінчив режисерський факультет Київського державного інституту театрального мистецтва ім. І. Карпенка-Карого (1966). 
Працював художником (1958—1961).
З 1966 р. — режисер Київської кіностудії ім. О. П. Довженка. 
Був членом Спілки кінематографістів України.
Помер 29 квітня 1979 р. в Києві.

## Фільмографія
Другий режисер у стрічках:
- «Десятий крок» (1967)
- «Падаючий іній» (1969)
- «Чи вмієте ви жити?» (1970)
- «Тронка» (1971)
- «Дума про Ковпака» (1973, «Сполох»)
- «Небо—земля—небо» (1975)

Режисер-постановник:
- «Розповіді про Дімку» (1969, у співавт., новела «Дімкин півник»)
- «Ніна» (1971, у співавт. з О. Швачком)
- «Важкі поверхи» (1974, т/ф, у співавт. з Ю. Слупським)
- «Спогад» (1977)
- «За все у відповіді» (1978, т/ф, у співавт. з Ю. Слупським) та ін.